# Llista de rutes estatals d'Oklahoma
Oklahoma té una extensa xarxa d'autopistes numerades mantingudes per l'estat. Aquesta llista tan sols inclou un dels tipus d'autopistes de la xarxa, les rutes estatals o autopistes estatals. En aquesta llista només s'inclouen les autopistes que encara es troben en funcionament.
| Ruta             | Longitud (km) | Longitud (mi) | Final al sud o a l'oest                                                   | Final al nord o a l'est                        | Creació |
| ---------------- | ------------- | ------------- | ------------------------------------------------------------------------- | ---------------------------------------------- | ------- |
| SH-1             | 337,5         | 209,7         | US-177/SH-199 entre Mannsville i Madill                                   | AR 88 (al límit amb l'estat d'Arkansas)        | 1968    |
| SH-2             | 230,1         | 143,0         | SH-3 a l'oest d'Antlers US-60/US-69 a Vinita                              | US-64 a Warner US-59 cap a Chetopa, KS         | 1934    |
| SH-3             | 991,4         | 616,0         | US-287/US-385 cap a Campo, CO                                             | AR 32 cap a Foreman, AR                        | 1937    |
| SH-4 (secció 1)  | 67,1          | 41,7          | I-44/Autopista Norman Spur al sud de Bridge Creek                         | Piedmont                                       | 1941    |
| SH-4 (secció 2)  | 12,0          | 19,3          | US-259 a Smithville                                                       | AR 4 (al límit amb l'estat d'Arkansas)         | 1963    |
| SH-5 (secció 1)  | 32,9          | 20,4          | US-62 a Gould                                                             | SH-6 a Eldorado                                | 1924    |
| SH-5 (secció 2)  | 158,0         | 98,2          | US-238 al sud d'Altus                                                     | US-70 a Waurika                                | 1924    |
| SH-6             | 196,0         | 121,8         | TX 6 (al límit amb l'estat de Texas)                                      | SH-152 a l'est de Sweetwater                   | 1954    |
| SH-7             | 242,2         | 150,5         | I-44/US-277/US-281 a Lawton                                               | US-69/US-75/SH-3 a Atoka                       | 1941    |
| SH-8             | 288,2         | 179,1         | US-277/SH-19 al nord de Cyril                                             | K-8 (al límit amb l'estat de Kansas)           | 1924    |
| SH-9             | 560,2         | 348,1         | TX 203 (al límit amb l'estat de Texas)                                    | I-540/US-271 (al límit amb l'estat d'Arkansas) | 1924    |
| SH-10            | 375,1         | 233,1         | SH-99 a l'oest de Herd                                                    | I-40 al sud-est de Gore                        | 1924    |
| SH-11            | 329,8         | 204,9         | US-281 al nord d'Alva                                                     | I-244 a Tulsa                                  | 1924    |
| SH-14            | 44,8          | 27,9          | US-281/SH-45 a Waynoka                                                    | US-64/US-281 a Alva                            | 1924    |
| SH-15            | 176,2         | 109,5         | TX 15 (al límit amb l'estat de Texas) US-64/US-412/SH-74 al sud de Garber | US-183/US-270/SH-3 a Woodward                  | 1924    |
| SH-16            | 159,6         | 99,2          | SH-33/SH-99 a Drumright                                                   | SH-51 a Wagoner                                | 1937    |
| SH-17            | 33,6          | 20,9          | US-277 a Elgin                                                            | US-81 a Rush Springs                           | 1937    |
| SH-18            | 216,3         | 134,4         | US-270 a Shawnee                                                          | K-15 (al límit amb l'estat de Kansas)          | 1924    |
| SH-19            | 276,3         | 171,7         | US-283/SH-6 a Blair                                                       | SH-1/SH-3 a l'oest d'Ada                       | 1924    |
| SH-20            | 229,7         | 142,7         | SH-18 al sud de Fairfax                                                   | Ruta 43 (al límit amb l'estat de Missouri)     | 1924    |
| SH-22            | 76,3          | 47,4          | SH-1 a Ravia                                                              | US-70 a Bokchito                               | 1924    |
| SH-23            | 56,8          | 35,3          | TX 23 (al límit amb l'estat de Texas)                                     | K-23 (al límit amb l'estat de Kansas)          | 1958    |
| SH-24            | 34,0          | 21,1          | SH-74 al nord de Maysville                                                | SH-74 a Goldsby                                | 1937    |
| SH-25 (secció 1) | 19,4          | 12,1          | SH-2 a Pyramid Corners                                                    | US-59/US-69 a Narcissa                         | 1924    |
| SH-25 (secció 2) | 8,4           | 5,2           | SH-10 a l'est de Grove                                                    | Ruta O (al límit amb l'estat de Missouri)      | -       |
| SH-26            | 12,8          | 8,0           | SH-31 a McCurtain                                                         | SH-9 a l'oest de Keota                         | 1938    |
| SH-27            | 23,7          | 14,7          | SH-9 a l'oest de Wetumka                                                  | US-62/SH-56 a Okemah                           | 1942    |
| SH-28            | 110,1         | 68,4          | US-169 al sud de Delaware                                                 | SH-20 a l'oest de Jay                          | 1924    |
| SH-29            | 94,1          | 58,5          | US-81 a Marlow                                                            | US-177 al nord de Sulphur                      | 1924    |
| SH-30            | 135,8         | 84,4          | US-62 a Hollis                                                            | Durham                                         | 1936    |
| SH-31            | 213,4         | 132,6         | SH-48 al sud de Tupelo                                                    | US-59/US-271 al nord de Panama                 | 1933    |
| SH-32            | 124,4         | 77,3          | US-81 a Ryan                                                              | US-70 a Kingston                               | 1934    |
| SH-33            | 377,2         | 234,4         | TX 33 (al límit de l'estat de Texas)                                      | US-75/SH-66/SH-97 a Sapulpa                    | 1927    |
| SH-34            | 303,0         | 188,3         | SH-6 al nord est d'Eldorado                                               | K-1 (al límit amb l'estat de Kansas)           | 1931    |
| SH-35            | 1,4           | 0,9           | Parc Estatal d'Osage Hills                                                | US-60 a l'oest de Bartlesville                 | 1944    |
| SH-36            | 71,5          | 44,4          | I-44/US-277/US-281 al sud-oest de Randlett                                | I-44/US-277/US-281 al sud de Lawton            | 1926    |
| SH-37 (secció 1) | 105,9         | 65,8          | US-281/SH-8 a Hinton                                                      | Carretera Sunnylane a Moore                    | 1937    |
| SH-37 (secció 2) | 20,2          | 12,5          | TX 37 (al límit amb l'estat de Texas)                                     | US-70 a Idabel                                 | 1956    |
| SH-38            | 23,8          | 14,8          | US-64 a Jet                                                               | SH-11 a l'oest de Medford                      | 1961    |
| SH-39            | 110,1         | 68,4          | US-62/US-277/SH-9 a Tabler                                                | US-377/SH-3E/SH-56/SH-99 al sud-est de Konawa  | 1936    |
| SH-42            | 2,3           | 1,4           | Dill City                                                                 | SH-152 al nord de Dill City                    | 1939    |
| SH-43            | 105,6         | 65,5          | US-75/SH-3 a Coalgate                                                     | SH-2 al nord-est de Clayton                    | 1942    |
| SH-44            | 95,3          | 59,2          | US-283 al nord de Blair                                                   | SH-33 a Butler                                 | 1932    |
| SH-45            | 104,1         | 64,7          | US-281/SH-14 a Waynoka                                                    | US-60/US-64/US-81 a Enid                       | 1927    |
| SH-46            | 79,3          | 49,3          | US-60/US-283/SH-51 a Arnett                                               | US-64 a l'oest de Buffalo                      | 1939    |
| SH-47            | 152,2         | 94,6          | FM 2124 (al límit amb l'estat de Texas)                                   | SH-33 a Thomas                                 | 1939    |
| SH-48            | 256,7         | 159,5         | SH-78 al nord de Durant                                                   | US-64/US-412                                   | 1941    |
| SH-49            | 48,3          | 30,0          | SH-54 al sud de Cooperton                                                 | I-44/US-62/US-277/US-281 al nord de Lawton     | 1927    |
| SH-50            | 60,7          | 37,7          | US-183/US-270/SH-3 al sud-est de Woodward                                 | US-64 a Camp Houston                           | 1927    |
| SH-51            | 535,6         | 332,8         | US-60 (al límit amb l'estat de Texas)                                     | AR 244 (al límit amb l'estat d'Arkansas)       | 1927    |
| SH-52 (secció 1) | 6,5           | 4,1           | Hanna                                                                     | SH-9 al nord de Hanna                          | 1941    |
| SH-52 (secció 2) | 26,5          | 16,5          | US-266 al nord-est de Grayson                                             | SH-16 a l'oest de Bald Hill                    | 1941    |
| SH-53            | 141,0         | 87,6          | SH-5 a Walters                                                            | US-177 a l'est de Gene Autry                   | 1928    |
| SH-54 (secció 1) | 16,0          | 10,0          | US-70 a l'oest de Grandfield                                              | SH-5 al nord de Hollister                      | 1956    |
| SH-54 (secció 2) | 137,6         | 85,5          | US-62 al sud-est de Snyder                                                | SH-33 a l'est de Thomas                        | 1941    |
| SH-55            | 64,2          | 39,9          | SH-34 a Carter                                                            | SH-54 a Lake Valley                            | 1932    |
| SH-56            | 139,5         | 86,7          | US-377/SH-3E/SH-39/SH-99 al sud-est de Konawa                             | US-62 a Okmulgee                               | 1929    |
| SH-58 (secció 1) | 117,0         | 72,7          | SH-49 a l'est de Medicine Park                                            | Al nord d'Hydro                                | 1945    |
| SH-58 (secció 2) | 107,4         | 105,9         | US-270/US-281/SH-3/SH-33 a l'oest de Watonga                              | Límit amb l'estat de Kansas al sud d'Attica.   | 1931    |
| SH-59            | 149,7         | 93,0          | SH-39 al nord de Criner                                                   | US-270/SH-56 a Wewoka                          | 1932    |
| SH-63            | 155,6         | 96,7          | US-69 a Kiowa                                                             | AR 8 (al límit amb l'estat d'Arkansas)         | 1935    |
| SH-65            | 71,5          | 44,4          | US-70 al sud de Temple                                                    | SH-17 a Sterling                               | 1932    |
| SH-66            | 310,1         | 192,7         | I-40/US-81 a El Reno                                                      | US-60 al nord-est de White Oak                 | 1985    |
| SH-67            | 16,0          | 10,0          | US-75 a Kiefer                                                            | US-64 a Bixby                                  | 1936    |
| SH-71            | 33,7          | 20,9          | SH-31 a Quinton                                                           | SH-2 al sud de Porum                           | 1944    |
| SH-72            | 52,9          | 32,9          | US-266 al sud de Council Hill                                             | SH-51 a Coweta                                 | 1935    |
| SH-73            | 39,4          | 24,5          | SH-34 al sud de Hammon                                                    | I-40 a l'oest de Clinton                       | 1967    |
| SH-74 (secció 1) | 84,5          | 52,5          | SH-7 a Tatums                                                             | I-35 a Goldsby                                 | 1937    |
| SH-74 (secció 2) | 147,3         | 91,5          | I-44/SH-3/SH-66 a Bethany                                                 | SH-11 a l'oest de Deer Creek                   | 1931    |
| SH-76            | 160,0         | 100,0         | Al sud de Leon                                                            | SH-37 a Newcastle                              | 1932    |
| SH-78            | 97,0          | 60,0          | TX 78 (al límit amb l'estat de Texas)                                     | US-377/SH-99 a Tishomingo                      | 1956    |
| SH-79            | 7,1           | 4,4           | TX 79 (al límit amb l'estat de Texas)                                     | US-70 a l'oest de Waurika                      | 1938    |
| SH-80            | 32,8          | 20,4          | US-62/SH-10 a Fort Gibson                                                 | SH-51 a Hulbert                                | 1952    |
| SH-82 (secció 1) | 159,6         | 99,2          | I-40 al sud de Vian                                                       | US-60/US-69 a l'est de Vinita                  | 1940    |
| SH-82 (secció 2) | 69,5          | 43,2          | SH-1/SH-63 a l'oest de Talihina                                           | SH-9 a Stingler                                | 1940    |
| SH-83            | 18,3          | 11,4          | US-59 al nord de Howe                                                     | AR 96 (al límit amb l'estat d'Arkansas)        | 1944    |
| SH-84            | 15,9          | 9,9           | SH-9 a Dustin                                                             | US-75 a l'est de Weleetka                      | 1940    |
| SH-85            | 21,6          | 13,4          | SH-82 a l'oest de Ketchum                                                 | US-60/US-69 a l'est de Vinita                  | 1944    |
| SH-86            | 12,1          | 19,4          | SH-51 a l'oest de Stillwater                                              | US-77 a Perry                                  | 1941    |
| SH-87            | 23,6          | 14,7          | US-259 al sud-est de Harris                                               | AR 108 (al límit amb l'estat d'Arkansas)       | 1944    |
| SH-88            | 41,8          | 26,0          | Inola                                                                     | US-169 al sud d'Oologah                        | 1941    |
| SH-89            | 48,8          | 30,3          | FM 677 (al límit amb l'estat de Texas)                                    | SH-53 a l'est de Loco                          | 1944    |
| SH-91            | 21,9          | 13,6          | TX 91 al sud de Cartwright                                                | SH-78 a Achille                                | 1997    |
| SH-92            | 29,1          | 18,1          | US-62/US-277/SH-9 a l'est de Chickasha                                    | SH-37 a Tuttle                                 | 1942    |
| SH-93            | 25,4          | 15,8          | US-70 a l'est d'Hugo                                                      | SH-3 a Rattan                                  | 1953    |
| SH-94            | 24,0          | 14,9          | US-412/SH-3 al nord-oest de Hardesty                                      | US-54/US-64 a Hooker                           | 1943    |
| SH-95            | 67,8          | 42,1          | FM 1290 (al límit amb l'estat de Texas)                                   | US-56 al sud d'Elkhart, KS                     | 1952    |
| SH-96            | 6,5           | 4,0           | Oest de Burneyville                                                       | SH-32 al nord de Burneyville                   | 1957    |
| SH-97            | 32,0          | 19,9          | US-75/SH-33/SH-66 a Sapulpa                                               | Zink Ranch                                     | 1952    |
| SH-98            | 31,7          | 19,7          | SH-37 a l'oest d'Idabel                                                   | SH-3 al nord-oest de Glover                    | 1954    |
| SH-99            | 388,7         | 241,5         | US-377 (al límit amb l'estat de Texas)                                    | K-99 (al límit amb l'estat de Kansas)          | 1938    |
| SH-100           | 88,4          | 54,9          | I-40 al sud de Webbers Falls                                              | AR 156 (al límit amb l'estat d'Arkansas)       | 1954    |
| SH-101           | 37,2          | 23,1          | US-59 al nord de Sallisaw                                                 | AR 220 (al límit amb l'estat d'Arkansas)       | 1954    |
| SH-102           | 85,1          | 52,9          | Wanette                                                                   | SH-66 al sud de Wellston                       | 1955    |
| SH-104           | 11,3          | 7,0           | US-64/SH-72 a Haskell                                                     | SH-51B a l'oest de Porter                      | 1955    |
| SH-105           | 46,9          | 29,1          | SH-33 a Guthrie                                                           | SH-18 al sud d'Agra                            | 1955    |
| SH-108           | 38,6          | 24,0          | US-64 a l'est de Morrison                                                 | SH-51 a l'est de Stillwater                    | 1955    |
| SH-109           | 86,7          | 53,9          | US-70 a Boswell                                                           | US-70 a West Fort Towson                       | 1956    |
| SH-110           | 16,1          | 10,0          | Dougherty                                                                 | SH-7 a Davis                                   | 1957    |
| SH-112           | 37,8          | 23.5          | US-59/US-271 al nord de Poteau                                            | SH-9A a Arkoma                                 | 1955    |
| SH-113           | 35,2          | 21,9          | US-69 al nord de McAlester                                                | US-69 a Canadian                               | 1958    |
| SH-115           | 92,1          | 57,2          | US-62 a Cache                                                             | SH-152 a l'est de Cordell                      | 1957    |
| SH-116           | 18,6          | 11,6          | US-59/SH-10 a l'oest de Colcord                                           | AR 12 (al límit amb l'estat d'Arkansas)        | 1956    |
| SH-117           | 12,0          | 7,4           | SH-33/SH-66 a l'oest de Sapulpa                                           | US-75 al nord de Glenpool                      | 1957    |
| SH-120           | 4,9           | 3,0           | SH-113 a Rock Island                                                      | AR 10 (al límit amb l'estat d'Arkansas)        | 1956    |
| SH-123           | 36,5          | 22,7          | SH-11 a l'est de Barnsdall                                                | US-60 a Bartlesville                           | 1960    |
| SH-125           | 41,4          | 25,7          | Monkey Island                                                             | US-69/SH-10 a Miami                            | 1958    |
| SH-127           | 21,1          | 13,1          | US-59/SH-10/SH-20 a Jay                                                   | US-59/SH-10 al nord de Jay                     | 1958    |
| SH-128           | 15,8          | 9,8           | US-59/US-270 a Heavener                                                   | AR 28 (al límit amb l'estat d'Arkansas)        | 1956    |
| SH-130           | 4,8           | 3,0           | SH-76 a Newcastle                                                         | US-62/US-277 a Newcastle                       | 1957    |
| SH-131           | 21,9          | 13,6          | SH-31 al nord-est de Coalgate                                             | US-69 al sud-oest de Kiowa                     | 1958    |
| SH-132           | 105,1         | 65,3          | SH-51 a l'oest de Hennessey                                               | K-179 (al límit amb l'estat de Kansas)         | 1956    |
| SH-133           | 10,6          | 6,6           | SH-19 al nord-est de Pauls Valley                                         | SH-59 a l'oest de Byars                        | 1958    |
| SH-136           | 65,2          | 40,5          | TX 136 (al límit amb l'estat de Texas)                                    | K-25 (al límit amb l'estat de Kansas)          | 1957    |
| SH-137           | 10,2          | 6,3           | US-60 al Parc Estatal de Twin Bridges                                     | SH-10 a l'est de Miami                         | 1958    |
| SH-141           | 13,3          | 8,2           | US-59 al sud de Sallisaw                                                  | US-64 a l'est de Gans                          | 1959    |
| SH-142           | 6,9           | 4,3           | I-35 al nord d'Ardmore                                                    | SH-199 a l'est d'Ardmore                       | 1960    |
| SH-144           | 59,5          | 37,0          | US-271 al sud-est de Clayton                                              | US-259 a l'est d'Octavia                       | 1959    |
| SH-145           | 4,6           | 2,9           | I-35 a l'oest de Paoli                                                    | US-77 a Paoli                                  | 1959    |
| SH-146           | 21,4          | 13,3          | SH-9 al nord-oest de Fort Cobb                                            | SH-152 a l'oest de Binger                      | 1962    |
| SH-147           | 21,9          | 13,6          | US-70 a l'est de Sawyer                                                   | SH-3 a l'est de Rattan                         | 1959    |
| SH-149           | 12,9          | 8,0           | US-283 a Laverne                                                          | SH-46 al nord de May                           | 1961    |
| SH-150           | 14,1          | 8,8           | US-69 al nord d'Eufaula                                                   | I-40 a l'oest de Sand Springs                  | 1965    |
| SH-151           | 3,7           | 2,3           | SH-51 a l'est de Mannford                                                 | US-412 a l'oest de Sand Springs                | 1965    |
| SH-152           | 240,1         | 149,2         | TX 152 (al límit amb l'estat de Texas)                                    | I-44/SH-3 a Oklahoma City                      | 1954    |
| SH-156           | 27,2          | 16,9          | US-77/SH-15 al sud de Tonkawa                                             | US-60/US-77/US-177 a l'oest de Ponca City      | 1965    |
| SH-162           | 2,1           | 1,3           | US-62/US-64/SH-16 al sud de Taft                                          | Taft                                           | 1969    |
| SH-164           | 20,3          | 12,6          | SH-74 a Covington                                                         | US-77 a l'est de Lucien                        | 1972    |
| SH-165           | 13,2          | 8,2           | US-64 al sud de Muskogee                                                  | US-62 a l'est de Muskogee                      | 1970    |
| SH-167           | 7,8           | 4,9           | I-44/US-412 a l'est de Tulsa                                              | SH-266 a l'est de Mingo                        | 1975    |
| SH-171           | 34,0          | 21,1          | US-287 al sud-est de Boise City                                           | US-56 a Keyes                                  | 1976    |
| SH-199           | 64,1          | 39,8          | SH-142 a Ardmore                                                          | SH-78 a Brown                                  | 1938    |
| SH-251A          | 9,8           | 6,1           | SH-16 a Okay                                                              | SH-8 al nord de Fort Gibson                    | 1965    |
| SH-266           | 17,6          | 10,9          | US-169 al nord de Tulsa                                                   | SH-66 a Verdigris                              | 1972    |
| SH-270           | 23,3          | 14,5          | US-62 a Harrah                                                            | US-177 al nord de Shawnee                      | 1979    |
| SH-325           | 62,3          | 38,7          | NM 456 (al límit amb l'estat de Nou Mèxic)                                | US-287/US-385/SH-3 a Boise City                | 1989    |
| SH-344           | 16,9          | 10,5          | I-44                                                                      | US-412                                         | -       |
| SH-351           | 85,5          | 53,1          | SH-51 a Broken Arrow                                                      | I-40 a l'oest de Webbers Falls                 | 2014    |
| SH-364           | 53,5          | 33,2          | I-44/Autopista Turner a Sapulpa                                           | I-44/Autopista Will Rogers/US-412 a Fair Oaks  | 2014    |
| SH-375           | 169,3         | 105,2         | US-70                                                                     | I-40                                           | -       |